# 悟 (呼出)
悟（さとる、1977年（昭和52年）6月17日 - ）は、大相撲の十両呼出である。本名は山﨑 悟（やまざき さとる）。静岡県湖西市出身。荒磯部屋→松ヶ根部屋→二所ノ関部屋→放駒部屋所属。血液型はA型。

## 履歴
- 1994年11月場所 - 初土俵。序ノ口呼出。
- 1999年1月場所 - 序二段呼出。
- 2002年1月場所 - 三段目呼出。
- 2004年1月場所 - 幕下呼出。
- 2014年11月場所 - 十両呼出。